# اريك مولر (مجدف)
اريك مولر (بالإنجليزية: Eric Mueller)‏ هو مجدف أمريكي، ولد في 6 نوفمبر 1970 في كانساس سيتي في الولايات المتحدة.

## وصلات خارجية
- اريك مولر على موقع الاتحاد الدولي للتجديف (الإنجليزية)
- اريك مولر على موقع اللجنة الأولمبية الدولية (الإنجليزية)
- اريك مولر على موقع أوليمبيديا (الإنجليزية)